# ژامبا، اوئیلا
ژامبا (به انگلیسی: Jamba) شهری در استان اوئیلا واقع در کشور آنگولا است که در سال ۲۰۰۹ میلادی نفر جمعیت داشته‌است.